# Sphecozone spadicaria
Sphecozone spadicaria är en spindelart som först beskrevs av Simon 1894.  Sphecozone spadicaria ingår i släktet Sphecozone och familjen täckvävarspindlar. Inga underarter finns listade i Catalogue of Life.